# Zosterops stuhlmanni
Zosterops stuhlmanni — вид воробьиных птиц из семейства белоглазковых (Zosteropidae).

## Таксономия
Ранее считался подвидом Zosterops senegalensis, но по итогам проведенного в 2013 году молекулярного исследования, уточнившего филогенетические связи близких таксонов, выделен в отдельный вид птиц. Выделяют четыре подвида.

## Название
Видовое название stuhlmanni присвоено в честь немецкого натуралиста Франца Штульманна.

## Распространение
Обитают на территории Танзании, Уганды и Демократической Республики Конго, в том числе и в национальном парке Непроходимый лес Бвинди.